# SO (Sons of Anarchy)
"SO" é o episódio de estreia da terceira temporada da série de televisão dramática Sons of Anarchy. A estreia da temporada e o 27º episódio no total, foi ao ar na FX em 7 de setembro de 2010. O roteiro do episódio foi escrito por Kurt Sutter, o criador original da série, e dirigido por Stephen Kay.
Este episódio marca a última aparição de Taylor Sheridan (vice-chefe David Hale), e a primeira de Paula Malcomson (Maureen Ashby) e James Cosmo (Pe. Kellan Ashby).

## Enredo
Jax está perturbado com o desaparecimento de Abel. Hale está assumindo o cargo de chefe, uma posição que ele afirma que em breve será oficial. Seu irmão, Jacob, pede desculpas por ter trazido Zobelle para Charming e afirma que nunca pretendia que as coisas escalassem tanto. Jacob também diz a Hale que está continuando sua campanha para ser prefeito de Charming e pede o apoio do chefe. Hale concorda em apoiar seu irmão. Enquanto os Sons saem em busca de Cameron, ele permanece neutro. Jax tenta terminar com Tara porque acredita que está arruinando sua vida, mas ela permanece leal a ele e se recusa a partir. 
O SAMCRO enterra Half-Sack com mais de 50 membros com o patch completo da Califórnia, Washington, Nevada e Oregon, além de numerosos colegas militares presentes. Um colete de três peças é colocado sobre seu caixão durante o serviço, sugerindo que o SAMCRO o aceitou postumamente. No velório, Clay diz a Jax que ele precisa ser forte para inspirar seus irmãos do SAMCRO. Hale vigia o funeral de Half-Sack, que está sendo frequentado por vários membros e associados do Sons of Anarchy. Jacob o encontra lá e reitera seu desgosto pela gangue e pelo aparente apoio a eles. Hale explica que as pessoas, incluindo aquelas em Charming, não gostam de ver o SAMCRO vulnerável, pois isso deixa todos desconfortáveis.
Mais tarde, durante o funeral, um grupo desconhecido, posteriormente revelado como Calaveras MC, realiza um ataque a tiros, ferindo e matando vários presentes. Hale tenta detê-los colocando-se na frente da van e disparando contra o motorista, mas é morto quando o veículo o atropela. Jacob e Unser correm inutilmente em direção ao seu corpo ensanguentado enquanto a van foge. Quando o filho de uma mulher é baleado no ataque após o velório, Jax finalmente perde o controle e continua batendo repetidamente a cabeça do atirador no chão até que seus companheiros Sons o afastem.

## Produção
Em uma entrevista, o criador da série e produtor executivo, Kurt Sutter, explicou que a decisão de matar Hale no episódio foi motivada pelo desejo de Sheridan de partir para outro projeto.

## Recepção

### Recepção crítica
Alguns críticos sentiram que a terceira temporada foi arrastada pelo cliffhanger da temporada anterior. James Poniewozik, da TIME, chamou a estreia da terceira temporada de "deslumbrante" e elogiou a atuação de Sagal com Holbrook. Mais tarde, ele afirmou que o desaparecimento de Abel ajudou a trazer a série de volta ao seu problema central: a lealdade de Jax ao clube.

### Audiência
O episódio teve 4,13 milhões de telespectadores em sua exibição original nos Estados Unidos.